# Oliver Makor
Makor crop.jpg
Oliver Makor est un footballeur professionnel libérien né le 9 octobre 1973. Son poste de prédilection est milieu de terrain. Il évolue actuellement au Panachaiki.
Il a notamment joué au Grenoble Foot 38 entre 1994 et 1996.

## Clubs
- 1991–1992 : Monrovia Black Star  Liberia
- 1993-1994 : Julius Berger  Nigeria
- 1994-1995 : Canon Yaoundé  Cameroun
- 1994–1996 : Olympique Grenoble Isère  France
- 1996–1997 : Tours FC  France
- 1997–1999 : Limoges FC  France
- 1999–2001 : AO Proodeftiki  Grèce
- 2001–2002 : Aigáleo FC  Grèce
- 2002–2009 : Ionikos Le Pirée  Grèce
- 2009 : Panachaïkí GE  Grèce
- 2010-2011  : Persija Jakarta  Indonésie
- 2011-2012  : Persik Kediri  Indonésie

## En sélection
Il compte 26 sélections en équipe nationale avec 5 buts au compteur depuis 1989.